# Sayako Kuroda
Sayako Kuroda (japonès: 黒田 清子 - Tòquio, 18 d'abril de 1969), antigament Sayako, princesa Nori (japonès: 紀宮清子内親王, Nori-no-miya Sayako Naishinnō), és la filla més petita i l'única noia de l'emperador Akihito i l'emperadriu Michiko Shoda. És per tant la germana petita de l'actual emperador del Japó, Naruhito. És una sacerdotessa imperial xintoista del Gran Santuari d'Ise.
Kuroda va tenir el nom de Nori-no-miya (princesa Nori), fins al seu matrimoni amb Yoshiki Kuroda el 15 de novembre de 2005. Com a resultat del seu matrimoni, va renunciar al seu títol imperial i va abandonar la família imperial japonesa. tal com exigeix la Llei de la Casa Imperial.

## Biografia

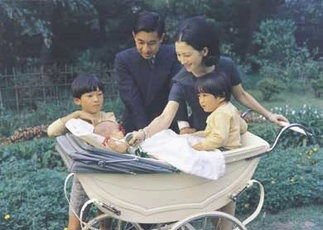
La princesa Sayako amb els seus pares i germans el 1969.

La princesa Sayako va néixer el 18 d'abril de 1969 a l'Hospital de l'Agència de la Casa Imperial al Palau de Tòquio. La seva mare, l'emperadriu Emerita Michiko, originàriament catòlica, es va convertir al xintoisme. Va estudiar i es va graduar al Departament de Llengua i Literatura Japoneses de la Facultat de Lletres de la Universitat Gakushuin, amb el títol de Llicenciada en Lletres, Llengua i Literatura Japoneses l'any 1992. Aquell mateix any, va ser acceptada com a investigadora associada a l'Institut Yamashina d'Ornitologia, on es va especialitzar en l'estudi dels alcedínids. L'any 1998 va ser nomenada investigadora del mateix institut.
A banda de la seva recerca, ha viatjat molt a l'estranger i dins del Japó, com a representant de la família imperial.

### Matrimoni i canvi d'estatus
El 30 de desembre de 2004, l'Agència de la Casa Imperial va anunciar el compromís de la princesa Nori, de 35 anys, amb Yoshiki Kuroda (黒田慶樹), de 39 anys. Nascut a Tòquio el 17 d'abril de 1965, és dissenyador urbà del govern metropolità de Tòquio i un vell amic del príncep Akishino. Després del seu matrimoni, que va tenir lloc a l'Hotel Imperial de Tòquio el 15 de novembre de 2005, la princesa Nori va abandonar la família imperial i va prendre el cognom del seu marit. Kuroda es va convertir en el primer plebeu no aristocràtic que es casava amb una princesa imperial. Aquest canvi en el seu estatus està imposat per la Llei de la Casa Imperial que exigeix que les dones de la família imperial que es casen amb plebeus renunciïn al seu títol, personals oficial de la família imperial i subsidi de l'estat. Es va convertir en la sisena dona nascuda a la família imperial japonesa que es casava amb un plebeu des de l'aprovació de la Llei de la Casa Imperial el 1947, i la primera membre de la família que va perdre l'estatus reial des del matrimoni de la princesa Masako de Mikasa, una cosina de l'emperador Akihito, el 1983.
L'emperador i l'emperadriu van assistir al seu casament, així com altres membres de la família imperial. Unes 30 persones van assistir a la cerimònia i uns 120 convidats van assistir a la recepció.[5] Milers de simpatitzants van recórrer els carrers entre el palau reial i l'hotel de la ciutat on es va celebrar el ritus matrimonial de mitja hora.
Sayako Kuroda va renunciar a la seva feina com a ornitòloga per centrar-se en la seva vida familiar. Tot i que ja no té dret a un subsidi imperial, va rebre un regal de noces per valor d'1,2 milions de dòlars del govern. Per preparar-se per al seu canvi d'estil de vida, la princesa Sayako va fer classes de conduir i va practicar la compra al supermercat.

### Després del matrimoni
L'abril de 2012, Sayako Kuroda va ser nomenada gran sacerdotessa del Gran Santuari d'Ise per ajudar a la seva tia, Atsuko Ikeda, sacerdotessa en cap del santuari que també estava sotmesa a les condicions de la Llei de la Casa Imperial després del matrimoni. Va estar entre els convidats durant un banquet celebrat al Palau Imperial de Tòquio en honor del rei Felip i la reina Matilde de Bèlgica l'octubre de 2016. Des del seu matrimoni, Kuroda ha continuat apareixent en algunes ocasions formals amb altres membres de la Família Imperial. Va substituir oficialment a Atsuko Ikeda com a sacerdotessa suprema del santuari d'Ise el 19 de juny de 2017.

## Títols i honors
- 18 d'abril de 1969 - 15 de novembre de 2005: Sa Altesa Imperial la Princesa Nori
- 15 de novembre de 2005 – present: Sra. Yoshiki Kuroda

Honors
- Gran Cordó de l'Orde de la Preciosa Corona (18 d'abril de 1989)